# Чкаловский район (Екатеринбург)

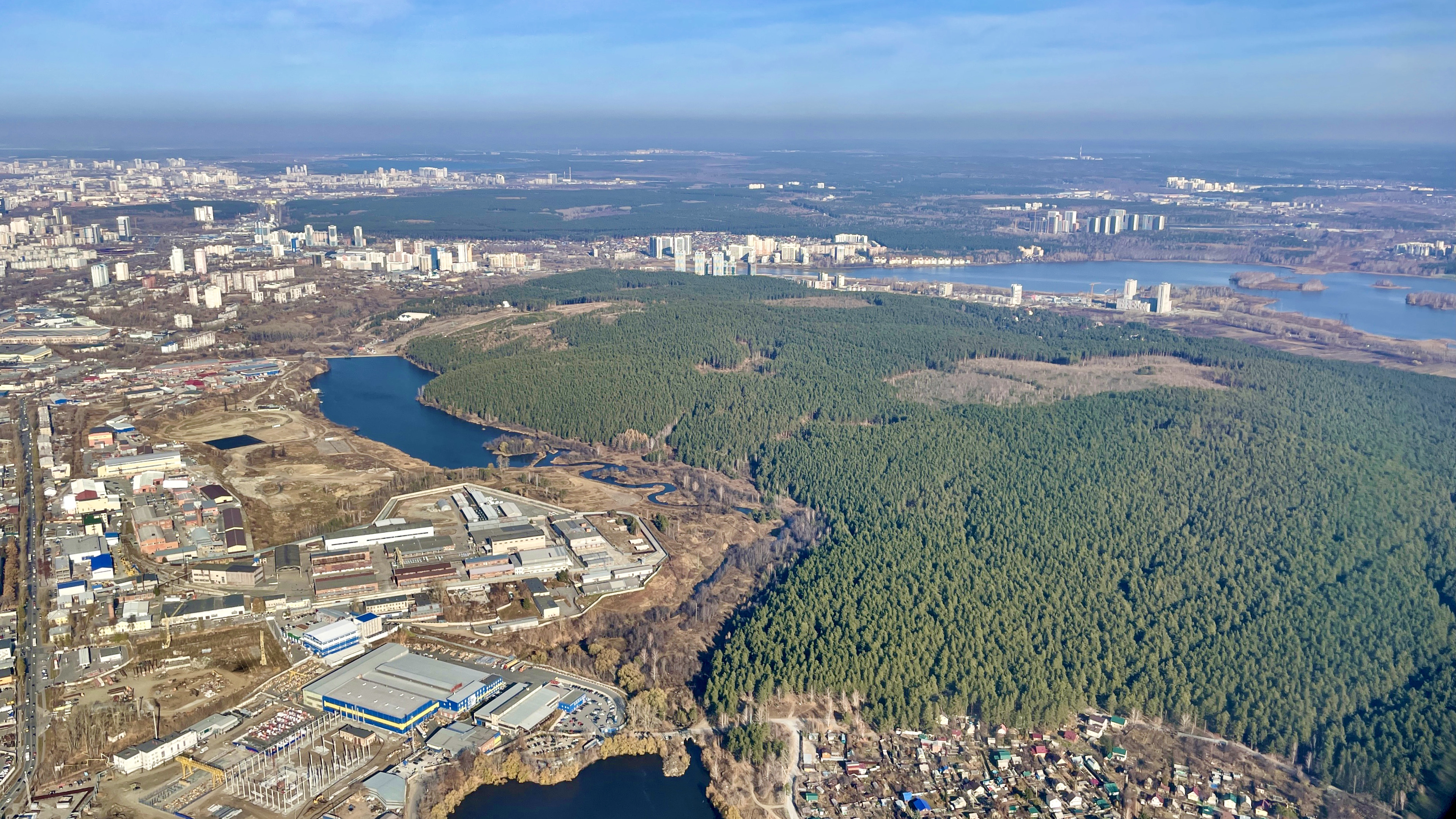
Вид с высоты на Уктусские горы и Патрушихинский пруд (слева)

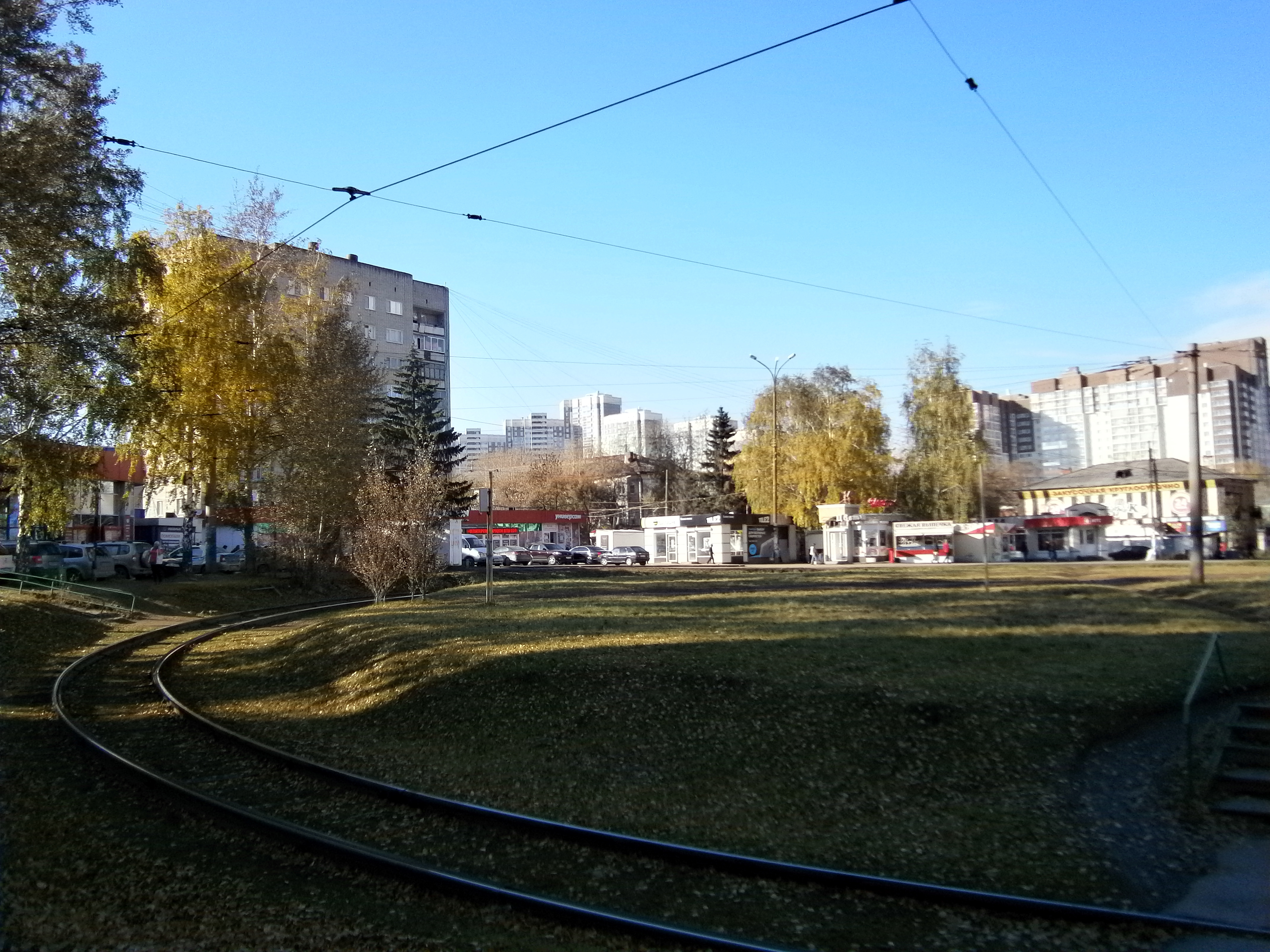
Трамвайное кольцо на Вторчермете

Чкаловский район — один из восьми внутригородских районов города Екатеринбурга. Назван в честь Валерия Павловича Чкалова.

## География
Располагается в южной части Екатеринбурга.

## Население
| 1979     | 2002     | 2009     | 2010     | 2012     | 2013     | 2014     |
| -------- | -------- | -------- | -------- | -------- | -------- | -------- |
| 194 695  | ↗222 690 | ↗235 861 | ↗240 486 | ↗245 711 | ↗249 644 | ↗253 529 |
| 2015     | 2016     | 2017     | 2018     | 2019     | 2021     |          |
| ↗258 489 | ↗261 880 | ↗265 113 | ↗270 148 | ↗275 571 | ↗286 277 |          |

Численность населения Чкаловского района, согласно итогам Всероссийской переписи населения 2002 года, составляет 233 817 человек; в том числе городское — 226 623 человека, сельское — 7194 (с. Горный Щит, ст. Сысерть, пос. Шабры, пос. Приисковый,пос. Рудный).

## Инфраструктура
Промышленный сектор
42 градообразующих промышленных предприятия.
Здравоохранение
3 муниципальных лечебно-профилактических учреждения (ДГБ № 8, ЦГБ № 20, ЦГКБ № 24), 15 поликлинических отделений, в том числе 3 филиала в отдалённых территориях, 3 женских консультации, 3 отделения общей врачебной практики; 2 стоматологические поликлиники, 48 аптек, 4 консультативно-диагностических центра.
Образование
7 профессионально-технических училищ; 3 учреждения среднего специального образования; 48 дошкольных образовательных учреждений; 27 муниципальных учреждений образования, в том числе 8 с повышенным статусом обучения; 2 Дома детского творчества.
Потребительский рынок
4 торговых центра («Дирижабль», «Глобус», «Мегаполис», «Ботаника Молл»); 1 торговый комплекс («Южный»); 2 рыночных комплекса («Ботанический», «Чкаловский»); 170 магазинов продовольственной торговли; 194 магазина непродовольственной торговли; 161 предприятие общественного питания; 438 предприятий бытового обслуживания населения.
Культура
3 муниципальных учреждения культуры (ДК «Елизаветинский», ЦК «Экран», ЦК «Горный Щит»); 4 детские школы искусств; 8 библиотек.
Физическая культура и спорт
Физкультурно-оздоровительный комплекс «Чкаловский»; 3 стадиона; 5 футбольных полей; 64 спортивных зала; 5 лыжных баз; 8 плавательных бассейнов; 1 стрелковый тир.

## Политическая жизнь
На областных выборах, прошедших 8 октября 2006 года, в списки для голосования Чкаловской избирательной комиссии г. Екатеринбурга были внесены 182 306 избирателя. В выборах участвовало 39 789 человек, что составило 21,83 % от общего числа избирателей.
Результаты голосования по выборам в Областную Думу по Чкаловскому району
- Единая Россия — 15 208 человек — 38,24 %
- РПЖ — 6960 — 17,50 %
- Российская партия пенсионеров — 5125 — 12,89 %
- КПРФ — 2283 — 5,74 %
- ЛДПР — 2059 — 5,18 %
- Родина — 2041 — 5,13 %
- Яблоко — 1361 — 3,42 %
- Свободная Россия — 1111 — 2,79 %
- Патриоты России — 515 — 1,30 %
- Народная воля — 162 — 0,41 %
- Против всех списков кандидатов — 2483 — 6,24 %

## Историческое административно-территориальное устройство

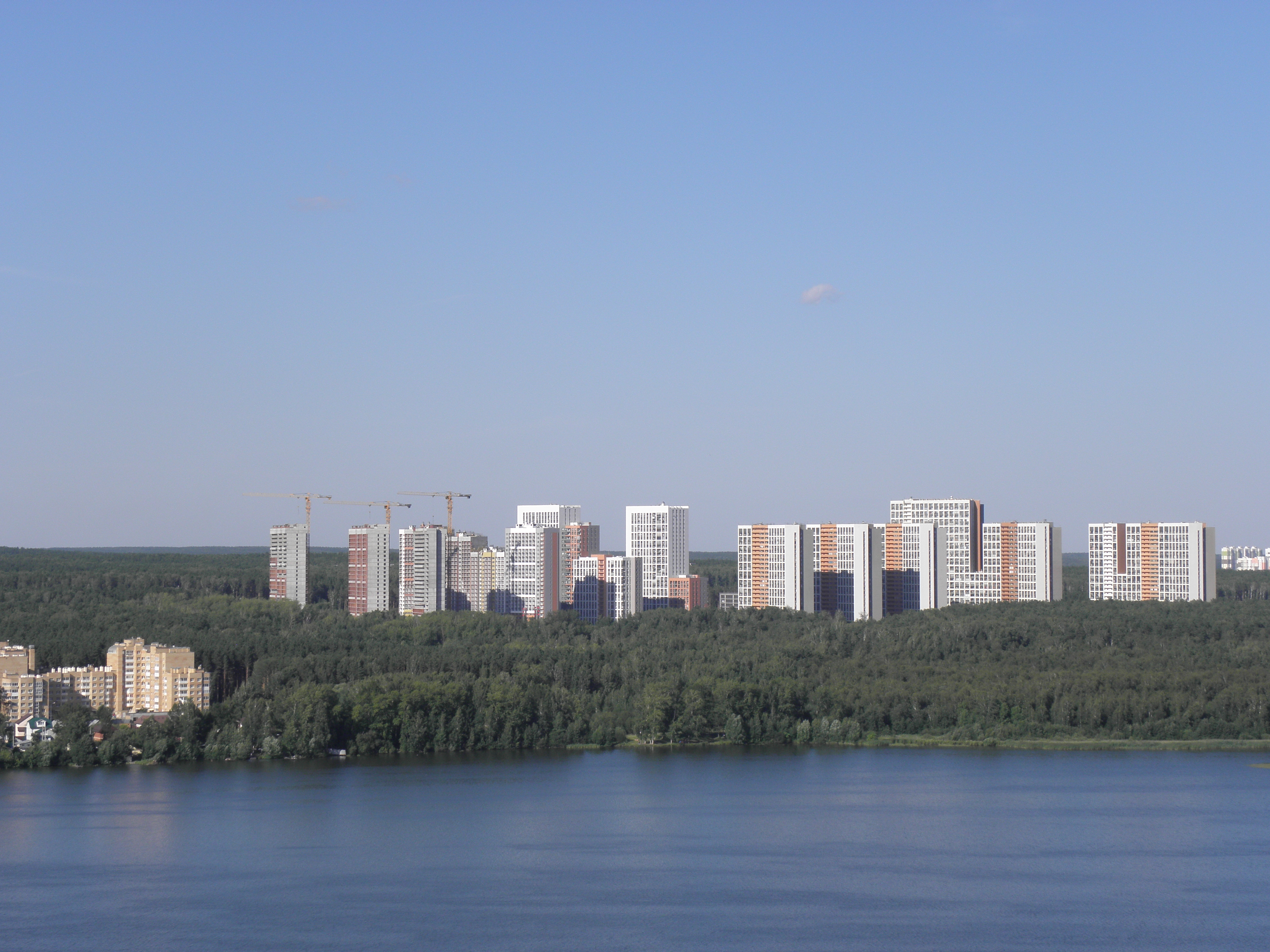
Микрорайон Светлый (вид со стороны Нижне-Исетского пруда)

- Горнощитский сельсовет — сёла Горный Щит, Верхнемакарово, Зелёный Бор, Полеводство, Широкая Речка;
- Совхозный сельсовет — посёлки Совхозный, Хутор;
- Шабровский поссовет — рабочий посёлок Шабровский, посёлки Приисковый, Сысерть.

Посёлок Совхозный решением Екатеринбургской городской Думы от 27 мая 2003 года № 39/2 был передан в подчинение Ленинского района. Тем не менее, в последнем реестре административно-территориального устройства, действовавшем до 1 октября 2017 года, и до 2020 года в ОКАТО посёлок числился в составе Совхозного сельсовета Чкаловского района. Законом Свердловской области от 13 апреля 2017 года с 1 октября 2017 года Совхозный был передан в подчинение Ленинского района.
Рабочий посёлок Шабровский в 2004 году был преобразован в сельский населённый пункт и совместно с посёлками Приисковым и Сысертью вошёл в непосредственное подчинение администрации Чкаловского района.
11 февраля 2016 года были включены в черту Екатеринбурга посёлки Приисковый и Хутор.
1 октября 2017 года поссовет и сельсоветы были упразднены.